# Tessie Santiago
Pour les articles homonymes, voir Santiago (homonymie).
Tessie Santiago est une actrice américaine née le 10 août 1975 à Miami.

## Filmographie
- 2000 : Tessa à la pointe de l'épée : Maria Teresa "Tessa" Alvarado
- 2002 : Good Morning, Miami : Lucia Rojas-Klein
- 2004 : Larry et son nombril : une femme de chambre
- 2006 : The Way Back Home : Sarah Marshall
- 2009 : The Cell 2 : Maya Castenada
- 2009 : Sous le soleil de Miami (One Hot Summer) (TV) : Anabel Aguilera
- 2014 : L'infirmière du cœur
- 2017 : Scandal, Luna Vargas (épisodes 2, 6, 12, 16 saison 6)